# ألفريدو أرياس
ألفريدو أرياس (بالفرنسية: Alfredo Arias)‏ هو كاتب سيناريو وممثل فرنسا وأرجنتيني، ولد في 4 مارس 1944 في الأرجنتين.

## وصلات خارجية
- ألفريدو أرياس على موقع IMDb (الإنجليزية)
- ألفريدو أرياس على موقع قاعدة بيانات برودواي على الإنترنت (الإنجليزية)
- ألفريدو أرياس على موقع قاعدة بيانات الفيلم (الإنجليزية)